# Emil Wüst & Söhne
Emil Wüst & Söhne ist ein traditionelles Druck- und Verlagshaus mit Sitz im thüringischen Weida.

## Geschichte
1911 gründete Emil Wüst das Unternehmen in der Burgstraße 9, später erwarb er in der Burgstraße 10 das ehemalige Hotel Bräunlich mit Innenhof und Seitenbau. Diese Räume bezog er um 1920 mit seiner Familie und seinen Maschinen. 1925 gab das Druckhaus das erste Weidaer Wochenblatt heraus, musste aber 1936 „wegen fehlender nationalsozialistischer Prägung“ eingestellt werden. Nach dem Tod von Emil Wüst übernahm der älteste Sohn Reinhold den Betrieb. Während dessen Einberufung zur Wehrmacht im Zweiten Weltkrieg leitete seine Frau die Druckerei. 1973 folgte Buchdruckmeister Peter Wüst und wandelte 1990 den Betrieb von Gutenbergs Technik zum modernen Offsetbetrieb um. Seit 1991 wird das Weidaer Wochenblatt für Weida und Umgebung wieder aufgelegt. 2005 übernahm die Urenkelin Cornelia Wüst den Betrieb, womit die Firma ununterbrochen in vierter Generation besteht.

## Schriften (Auswahl)
- Max Wachler: Ludwig Wachler. Seinem Gedächtnis, 1942.
- Weidaer Wochenblatt mit dem Weidaer Amtsblatt, seit 1995 (Vorg.: Weidaer Wochenblatt und Stadtanzeiger für die Stadt Münchenbernsdorf und Umgebung, 1991–1995).
- B. Gunkel; E.-J. Müller (Red.): 800 Jahre Stadt Weida. 1209-2009; Festschrift, 2009.
- Hans-Dietrich Knoll (Hg.): Ein fotografischer Spaziergang durch das alte Weida um 1900, (mehrere Bände seit) 2010.